# Alitta
Alitta (лат.) — род морских многощетинковых червей из семейства нереид (Nereididae).

## Виды
Род Alitta включает следующие виды:
- Alitta grandis (Stimpson, 1853)
- Alitta succinea (Frey & Leuckart, 1847)
- Alitta virens (M. Sars, 1835)
- Alitta acutifolia (Ehlers, 1901)
- Alitta brandti Malmgren, 1865